# Acanthodelta mezentinodes
Acanthodelta mezentinodes är en fjärilsart som beskrevs av Embrik Strand 1914. Acanthodelta mezentinodes ingår i släktet Acanthodelta och familjen nattflyn. Inga underarter finns listade i Catalogue of Life.